# Timijiraque
Timijiraque este o arie protejată (arie specială de conservare — SAC, sit de importanță comunitară — SCI) din Spania întinsă pe o suprafață de 375,1 ha, integral pe uscat.

## Localizare
Centrul sitului Timijiraque este situat la coordonatele 27°46′31″N 17°55′10″W / 27.7754°N 17.9194°V.

## Înființare
Situl Timijiraque a fost declarat sit de importanță comunitară în octombrie 1999 pentru a proteja 1 specie de plante. Situl a fost protejat și ca arie specială de conservare în ianuarie 2010.

## Biodiversitate
Situată în ecoregiunea , aria protejată conține 5 habitate naturale: Păduri endemice cu Juniperus spp., Faleze cu floră endemică de pe coastele macaroneziene, Tufărișuri termo-mediteraneene și de pre-deșert, Pajiști macaroneziene cu vegetație endemică, Câmpuri de lavă și excavații naturale.
La baza desemnării sitului se află o specie protejată de  plante: Cheirolophus duranii.